# Rhyacia ignobilis
Rhyacia ignobilis är en fjärilsart som beskrevs av Otto Staudinger 1888. Rhyacia ignobilis ingår i släktet Rhyacia och familjen nattflyn. Inga underarter finns listade.